# Сан-Андрес-де-ла-Каль
Сан-Андрес-де-ла-Каль (исп. San Andrés de la Cal) — посёлок в муниципалитете Тепостлан мексиканского штата Морелос. Численность населения, по данным переписи 2010 года, составила 1383 человека.

## Общие сведения
Прежнее название посёлка: Tenextitla происходит из языка науатль и его можно перевести как: известковое место. В современном названии отражены почитаемый в городе Святой Андрес и известняк (на испанском la Cal), на котором стоит город.